# مايكل ديليسل
مايكل ديليسل (بالإنجليزية: Michael Delisle)‏ (1959، لونغوي في كندا)؛ شاعر، كاتب وروائي كندي.